# Roger Lumbala
 (janvier 2021).
Si vous disposez d'ouvrages ou d'articles de référence ou si vous connaissez des sites web de qualité traitant du thème abordé ici, merci de compléter l'article en donnant les références utiles à sa vérifiabilité et en les liant à la section « Notes et références ».
Pour les articles homonymes, voir Lumbala.
Roger Lumbala Tshitenga, né à Mweka dans le Kasaï-Occidental le 13 avril 1958, homme politique de la République démocratique du Congo, fondateur du Rassemblement des Congolais démocrates et nationalistes. Il est marié et père de six enfants.
Président de l’UDPS en France dans les années 1990.

## Biographie
Pendant la seconde guerre du Congo, Roger Lumbala est le leader du RCD/N (Rassemblement Congolais pour la Démocratie - Nationale). Lumbala participe à la campagne militaire « Effacer le tableau », au cours de laquelle sont perpétrées de nombreuses atrocités contre des civils. En janvier 2003, son groupe rebelle est accusé de crimes de guerre, et notamment d'actes de cannibalisme .
En avril 2003, il devient ministre du Commerce extérieur dans le gouvernement de transition après le dialogue inter-congolais, jusqu'en janvier 2005, lorsqu'il est déposé de ses fonctions à la suite d'un remaniement ministériel.
En 2006, il se présente comme candidat à l’élection présidentielle congolaise de juillet 2006. Il est élu député national de la circonscription de Miabi, élu aussi sénateur à la même législature. Il est le président du groupe parlementaire de l'opposition Ordre des Démocrates Républicains.
En 2007, président de la commission parlementaire de Kahemba sur le différend frontalier entre la RDC et l'Angola et en 2008, président de la commission parlementaire des députés séquestrés par des ressortissants libanais. En 2011, il crée la plateforme Soutien à Étienne Tshisekedi (SET) pour promouvoir la candidature d'Étienne Tshisekedi, président de l'Union pour la démocratie et le progrès social (UDPS). Ses stations de télévision et de radio à Kinshasa comme dans la ville de Mbuji mayi ont été plastiquées par le régime en place. Sa résidence privée de la ville de Mbuji Mayi a été le théâtre des affrontements à l'arme de guerre. Lumbala subit les affres du régime Kabila[réf. nécessaire].
Il s'est réfugié à l'ambassade d'Afrique du Sud à Bujumbura au Burundi après avoir été interpellé puis interrogé par les services secrets burundais. Il est accusé de haute trahison par le régime qu'il combat pour avoir travaillé avec le mouvement rebelle M23 et d'extradition irrégulière parce que le pouvoir de Kinshasa avait dépêché un jet privé pour récupérer monsieur Lumbala clandestinement.
Le 1er janvier 2013, le site officiel du M23, annonce la présence de Roger Lumbala à Bunagana  comme invité aux pourparlers de Kampala entre le M23 et le gouvernement de Kinshasa. Il est nommé chef de la délégation adjoint aux négociations. Roger Lumbala s'est déclaré candidat à l'élection présidentielle prochaine de 2016 au cas où Étienne Tshisekedi ne serait pas candidat selon ses propos.
Le 2 janvier 2021, Roger Lumbala est interpellé et mis en examen pour « complicités de crimes contre l'humanité » commis en 2002 auprès du parquet anti-terroriste français. C’est une première procédure lancée sur la base du rapport mapping de l’ONU qui recensait les crimes les plus graves commis en RDC entre 1993 et 2003. Son mouvement le RCD-N est accusé d’avoir commis des actes de cannibalisme en Ituri. La procédure avait été ouverte en 2016.
En novembre 2023, un juge d’instruction en France a rendu une ordonnance de mise en accusation contre Roger Lumbala et un procès aux assises a été ordonné : Roger Lumbala doit être jugé pour complicité de crimes contre l'humanité commis en RDC entre 2002 et 2003. Le 28 février 2024, La Cour d’appel de Paris confirme, la mise en accusation de Roger Lumbala « pour complicité de crimes contre l’humanité ».

## Documentation
- Romain Gras, « RDC : Roger Lumbala, le sinueux itinéraire d'un ancien chef de guerre », Jeune Afrique,‎ 5 janvier 2021 (lire en ligne).